# Бенгълс
Бенгълс (на английски: The Bangles) е американска, изцяло женска група, създадена в началото на 80-те години и автор на няколко хит сингъла през това десетилетие. Най-популярните песни на групата са Walk Like An Egyptian, Manic Monday, Hazy Shade Of Winter и достигналият номер едно в класациите в девет държави сингъл Eternal Flame.

## Дискография

### Студийни албуми
- All Over the Place (1984)
- Different Light (1986)
- Everything (1988)
- Doll Revolution (2003)
- Sweetheart of the Sun (2011)

### Компилации
- Greatest Hits (1990)
- The Essential Bangles (2004)
- Ladies and Gentlemen... The Bangles! (2014)

### EP албуми
- Bangles (1982)

### Сингли
- Getting out of Hand (1981)
- The Real World (1982)
- Hero Takes a Fall (1984)
- Going Down to Liverpool (1985)
- Manic Monday (1986)
- If She Knew What She Wants (1986)
- Going Down to Liverpool (1986) (преиздание)
- Walk Like an Egyptia (1986)
- Walking Down Your Street (1987)
- Following (1987)
- Hazy Shade of Winter (1987)
- In Your Room (1988)
- Eternal Flame (1989)
- Be With You (1989)
- I'll Set You Free (1989)
- Everything I Wanted (1990)
- Walk Like an Egyptian (ремикс) (1990)
- The Eternal Mix (2003)
- Something That You Said (2003)
- Tear Off Your Own Head (2003)
- I Will Take Care of You (2003)
- Light My Way (2006)
- Anna Lee (Sweetheart of the Sun) (2011)